# Свято-Троицкий собор (Балаково)
Свято-Троицкий собор (церковь Троицы Живоначальной) — белокаменный шатровый православный храм в городе Балаково Саратовской области, кафедральный собор Балаковской епархии Русской Православной церкви. Построен в 1910-14 годах как старообрядческая церковь по заказу купцов Мальцевых, рядом с их помпезной усадьбой, на берегу Волги, в неорусском стиле архитектором Фёдором Шехтелем. Единственная старообрядческая церковь зодчего. 
Храм рассчитан на 1200 молящихся. В советское время церковь была перестроена под бытовые нужды. В 1990-е годы отреставрирована с тем, чтобы служить городским собором.

## История
После Указа о веротерпимости 1905 года балаковский купец Анисим Михайлович Мальцев, принадлежавший к старообрядцам белокриницкой иерархии, выделил средства на постройку храма в родном селе (до этого каменные церкви старообрядцам строить не разрешалось). Для разработки проекта был приглашён Ф. О. Шехтель, знакомый Паисия Мальцева, родного брата Анисима. Шехтель выполнил проект в 1909 году и несколько раз в течение 1910—1914 годов лично приезжал в Балаково для контроля за ходом строительства, которое вёл инженер Антонов.
Основное здание храма было закончено к 1911 году. Колокольня, крестильня, а также внешняя отделка храма были завершены в 1913 году. Слева от главного входа была построена зимняя шатровая церковь. В 1911 году по эскизам Г. О. Чирикова петербургский мастер В. А. Фролов выполнил наружные мозаики храма — рублёвскую Троицу над западными вратами храма, икону Божией Матери «Знамение» над северными и нерукотворный образ Спасителя над южными.
10 февраля 1914 года Анисим Мальцев скоропостижно скончался, церковь достраивал его брат Паисий. В том же году храм был освящен. В 1915 году купола храма были покрыты сусальным золотом.
В 1919 году храм был закрыт. В 1929 году были разрушены шатры. Благодаря усилиям И. Э. Грабаря мозаика храма была поставлена на государственный учет Главнауки как памятники монументального мозаичного искусства, а само здание признано памятником архитектуры рубежа XIX—XX веков и взято под охрану государства. Вероятно, это спасло храм — из пяти балаковских церквей он единственный не был разрушен после прихода советской власти.
В 1931 году храм перестроен в драматический театр — разрушены алтари, пристроена сцена. Кокошник над главным входом вместе с мозаичной иконой Пресвятой Троицы был срублен, вместо него был сделан второй этаж, заканчивающийся фронтоном над балкончиком с балюстрадой — здание стало трёхэтажным. В последующие годы здание выполняло разнообразные функции, в том числе — зерносклада. В 1964 году начата вторая перестройка здания под клуб завода им. Ф. Э. Дзержинского.
В 1989 году здание передано Русской Православной Церкви. К началу 1997 года была восстановлена звонница храма, повешены колокола. В 1999 году в приделе был освящен престол. Богослужения в приделе начались с июля 2003 года.
Комплект из одиннадцати колоколов был изготовлен на Московском колокольном заводе Литэкс. Вес баса — самого большого колокола — 1500 килограмм.
Финансовая помощь была оказана группой компании «ФосАгро» по инициативе основателя Андрея Гурьева.

## Архитектура и оформление

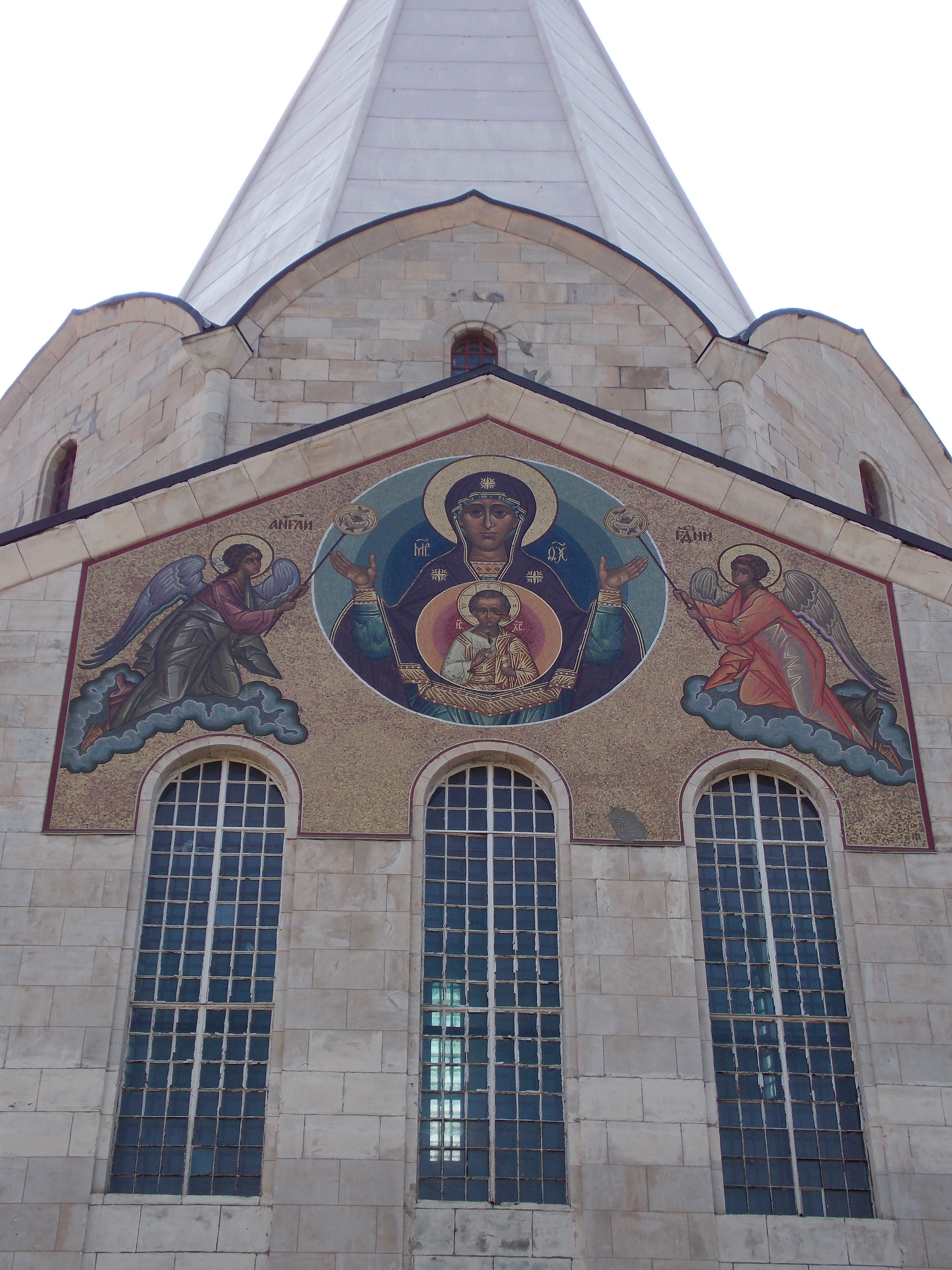
Мозаичное изображение иконы «Знамение» на фасаде

Московское архитектурное общество с подачи Анисима и Паисия Мальцевых организовало в 1908 году конкурс на составление проекта храма. Было представлено 34 проекта, однако ни один проект братьям Мальцевым не понравился. Купцы предлоджили вести проект председателю жюри — Ф. О. Шехтелю.
Как писал сам Шехтель, проект представляет собой шатровый бесстолпный храм из белого камня с тремя главами, символизирующими Животворящую троицу, с колокольней и крещальней. Монументальный объём четверика с четырьмя щипцами венчает восьмигранный барабан со щелевидными окнами, каждая грань которого завершена кокошником. Образное решение храма построено на мотивах псковско-новгородского зодчества. Композиция усилена древнерусскими элементами: узкими проёмами окон, порталами, контрфорсами.
Ключевой элемент храма — 14-метровый восьмигранный шатёр. В комплекс храма также входит просвирня, ограда из камня с верхней решёткой, тумбы и ворота, построенные по проекту Шехтеля.
В некоторых, в том числе официальных, источниках утверждается, что эскизы мозаики выполнены Николаем Рерихом, однако существуют исторические доказательства того, что эскизы выполнены реставратором Григорием Чириковым.